# Rada Vacátko
Kriminální rada JUDr. Karel Vacátko je literární postava známá z kriminálních povídek Jiřího Marka. Odtud se pak dostala i do všech audiovizuálních děl, která byla podle těchto povídek následně natočena režisérem Jiřím Sequensem.

## Výskyt postavy
- Hříšní lidé města pražského (seriál Československé televize, 1968, 13 dílů, černobílý)
- Partie krásného dragouna (hraný film, 1970)
- Pěnička a Paraplíčko (hraný film, 1971)
- Vražda v hotelu Excelsior (hraný film, 1971)
- Smrt černého krále (hraný film, 1972)
- Štědrý večer pana rady Vacátka (televizní film, 1972)[1]

Všechny role ve všech 18 případech ztvárnil herec Jaroslav Marvan.

## Charakteristika
Jde o staršího inteligentního, bystrého a velmi zkušeného kriminalistu, který je šéfem pražské kriminální policie někdy ve 20. až 30. letech 20. století. Je ženatý. V knize není nikde uvedeno jeho skutečné křestní jméno, jeho přesná osobní identita tedy není fakticky známa. Avšak ve 2. díle seriálu Hříšní lidé města pražského jej doktor oslovuje Karlíku a ve 3. díle Karle. Kancelář rady Vacátka funguje při IV. oddělení policejního ředitelství, které sídlí ve známé budově v Bartolomějské ulici č. 4 na Starém Městě pražském (odtud název čtyřka). Tato budova slouží Policii ČR dodnes.
Některé zdroje uvádějí, že pravzorem pro tuto postavu byl skutečný člověk, pražský kriminální rada Josef Vaňásek, ale autorův syn Jiří Marek mladší toto ve svém rozhovoru kategoricky popírá.